# Nacionalisme gal·lès

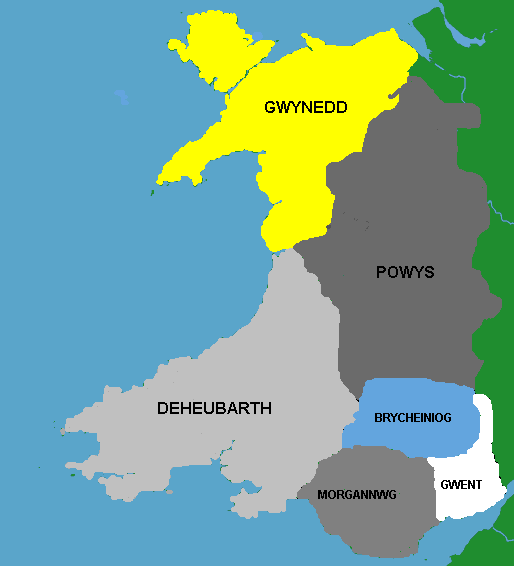
Els regnes medievals de Gal·les.

El nacionalisme gal·lès (en gal·lès: Cenedlaetholdeb Cymreig) és un moviment que es va fer popular al segle xix i al llarg del segle xx. Generalment, vol la independència de Gal·les dins del Regne Unit (és a dir, que Gal·les sigui un estat lliure associat al Regne Unit amb la possibilitat de la independència total) o fora. Compta amb el 20% de suport de l'electorat de Gal·les.

## Història
La història del nacionalisme gal·lès comença abans de la Conquesta Anglo-Normanda, quan el País de Gal·les estava dividit en diversos regnes. Ara i adés, reis com Hywel Dda i Rhodri el Gran aconseguien unificar alguns d'aquests regnes, però les seves terres es dividien de nou quan morien. El 1282, només Gwynedd va destacar, al qual li va ser concedit el títol de Príncep de Gal·les.
Després de la derrota de Llywelyn l'Últim a mans d'Eduard I d'Anglaterra, Gal·les va perdre el seu últim regne independent i va quedar sotmès a la corona anglesa, directament o indirecta. No obstant això, Gal·les va conservar alguns vestigis que el diferenciaven del seu veí, com ara la llengua gal·lesa, la cultura, les lleis i el sistema duaner. Fins a la victòria d'Enric VII a Bosworth el 1485, els gal·lesos es van rebel·lar en unes quantes ocasions contra la Corona Anglesa en una temptativa de guanyar la independència. La rebel·lió més gran va ser la del noble gal·lès Owain Glyndwr, que es va guanyar el suport popular el 1400 i va derrotar una força anglesa a Plynlimon el 1401. Va ser proclamat Príncep de Gal·les, i va buscar l'ajuda dels francesos, però el 1409 les seves forces van ser derrotades i dispersades davant dels atacs continus del Rei Enric IV d'Anglaterra i, com a conseqüència, es van imposar mesures més repressives al poble gal·lès. Glyndwr va desaparèixer, i el lloc on reposa la seva tomba avui dia és encara un misteri.

## Annexió a la Corona Anglesa
Al llarg del període de la conquesta anglesa els poetes gal·lesos van mantenir viu el somni de la independència. L'explicitació d'aquest anhel es coneixia com a "canu brud" (poesia profètica), i tractava sobre la idea d'un "messies" conegut com a I Mab Darogan (el Fill de Destinació), que no només eliminaria el jou anglès, sinó que reconquistaria tota la Gran Bretanya per als pobles britànics restants.
Durant el regnat d'Enric VIII els drets del País de Gal·les es van retornar i es van integrar en el sistema legal anglès. Les mesures repressives contra el poble gal·lès que hi havia hagut des de la rebel·lió d'Owain Glyndwr més d'un segle abans es van eliminar. Això també es va explicitar en una representació política per al País de Gal·les en el Parlament de Westminster
Gal·les va compartir identitat legal amb Anglaterra, ja que eren una entitat conjunta coneguda simplement com a Anglaterra, fins al 1967. D'ençà d'aleshores es van separar en Anglaterra i País de Gal·les. Les lleis també havien determinat la divisió del País de Gal·les en comtats a partir del 1282, i l'administració local havia estat establerta seguint el model anglès.
Un objectiu de les lleis angleses era convertir l'anglès en l'única llengua vehicular de tots els organismes oficials, cosa que excloïa la major part dels gal·lesos de qualsevol oficina tret que adoptessin l'anglès d'alguna manera o una altra.
El patriotisme, o una forma no polititzada de nacionalisme, va deixar una petjada forta al País de Gal·les, amb l'orgull de la seva llengua, duanes i la història comuna a tots els nivells de la societat.

## La influència del nacionalisme europeu
Dues figures del segle xix estan associades amb els principis del nacionalisme gal·lès en el sentit específicament polític, Michael D. Jones (1822-1898) i Emrys ap Iwan (1848-1906). Inspirats per les revolucions de 1848 i l'auge del nacionalisme irlandès, es van adonar que el País de Gal·les era diferent d'Anglaterra, atès que tenia una llengua pròpia que la gran majoria dels habitants parlava i una forma diferent de la religió cristiana que havia tingut molts problemes amb l'església estatal. Gradualment es van començar a preguntar: quina era la diferència entre nacions com Irlanda i Hongria i el País de Gal·les, que lluitaven per ser lliures?
També hi va haver alguna influència del nacionalisme escocès.

## Segle XX
L'auge del nacionalisme gal·lès va ser durant el segle xx, però no tant com a Europa o Irlanda. En diverses vegades tant el Partit Laborista com el Partit Liberal van reclamar una autonomia gal·lesa, o la independència. El 1925 amb el naixement del Plaid Cymru (partit nacionalista de Gal·les) hi va haver un intent d'independència que, però, no va reeixir.
L'elecció d'un govern laborista el 1997 va incloure un compromís de celebrar un referèndum per a l'establiment d'una Assemblea Gal·lesa. El referèndum es va guanyar per poca diferència, amb el Plaid Cymru, els Demòcrates Liberals i la major part de la societat gal·lesa cívica que recolzava les propostes del govern laborista.

## Altres moviments/partits nacionalistes
- Cymru Goch ('País de Gal·les Roig'), «Socialistes gal·lesos». El moviment va ser fundat el 1987 per lluitar per a un Gal·les socialista i lleure. Va publicar la revista mensual I Faner Goch (= La Bandera Vermella).
- Cymru Annibynnol ('País de Gal·les independent'). Un partit polític fundat el 2000 per alguns antics membres del Plaid Cymru sota el lideratge de John Humphries, un antic periodista i redactor del Correu Occidental. El partit es va presentar a les eleccions de l'Assemblea Nacional del 2003 presentant candidats per a les seus regionals. Poc després de les eleccions es va dissoldre. La raó principal de la seva existència era la insatisfacció amb el compromís del Plaid Cymru a dur a Gal·les cap a la independència.
- Cymdeithas any Iaith Gymraeg ('La societat de la llengua gal·lesa'). Establert el 1962 pels membres del Plaid Cymru, es tracta d'un un grup que fa campanya a favor dels drets de la llengua gal·lesa. Utilitzen l'acció no violenta però directa en la seva campanya, i es veuen com a part del moviment de resistència global.
- Cymuned ('Comunitat'). Grup establert el 2001 que fa campanya a favor dels drets de la llengua gal·lesa, principalment concentra els esforços en les parts occidentals del País de Gal·les, on el gal·lès és la llengua principal. També es consideren part dels moviments globals en pro dels drets dels pobles indígenes.
- Cymdeithas Cyfamod i Cymry Rhydd ('Societat per a Gal·les lliure'). Fundat el 1987 arran de la insatisfacció produïda per la manera en què el partit Plaid Cymru mirava de materialitzar el compromís de dur a Gal·les a la independència. Van fer campanya a favor de la creació d'un passaport gal·lès.
- Mudiad Rhyddhad Cymru ('Moviment d'alliberament del país'). Partit format pels representants d'altres partits menors: Balchder Cymru, Cymru 1400, Medi 16, i RDM. Van arribar a l'acord que aquestes organitzacions haurien d'unir-se en un únic moviment per tal de guanyar més força en el camí cap a un País de Gal·les lliure. El moviment es va anomenar Mudiad Rhyddhad Cymru' (MRC). Els seus objectius són:
1. Fer campanya per a la independència d'un País de Gal·les republicà.
2. Defensar la cultura i la llengua del País de Gal·les.